# Fabronia anacamptodens
Fabronia anacamptodens là một loài Rêu trong họ Fabroniaceae. Loài này được C. Gao mô tả khoa học đầu tiên năm 1981.